# غوغا (لاعب كرة قدم مواليد 1998)
كلاوديو رودريغيش غوميش (بالبرتغالية: Cláudio Rodrigues Gomes) ويعرف ب غوغا (Guga) (مواليد 29 أغسطس 1998) هو لاعب كرة قدم برازيلي يلعب في مركز الظهير الأيمن في نادي أتلتيكو مينيرو.

## روابط خارجية
- كلاوديو رودريغيز جوميز على موقع قاعدة بيانات كرة القدم.إي يو (الإنجليزية)
- كلاوديو رودريغيز جوميز على موقع Soccerway.com (الإنجليزية)